# German Offshore Spaceport Alliance
 (décembre 2021).
La German Offshore Spaceport Alliance (GOSA - en français « Alliance allemande pour les ports spatiaux offshore ») est une coentreprise de quatre sociétés qui souhaitent mettre en place une Base de lancement flottante en mer du Nord. Techniquement, cela consiste en un navire roulier stationné à Bremerhaven, qui transfère à environ 460 kilomètres au large un petit lanceur ; la fusée doit être lancée depuis ce lieu en haute mer pour mettre en orbite un ou plusieurs satellites autour de la terre. L'entreprise affiche un premier déploiement possible en 2023 ; la décision de mise en œuvre effective de ce concept doit être prise fin 2021,.

## Genèse de l'entreprise

### Contexte mondial
Dans les années 2010, un boom mondial s'opère dans le développement de petits satellites et de petits lanceurs. Rien qu'en Allemagne, trois fusées sont en préparation : la RFA One d'OHB, la Spectrum d'ISAR Aerospace et la SL1 de HyImpulse. Faute d'emplacement à l'intérieur des terres, aucun site de lancement de fusée ne peut être construit en Allemagne ; le danger de tirs en échec ou de chute d'étages propulseur serait trop grand. Les premiers lancements de ces fusées étaient envisagés depuis le centre spatial guyanais en Amérique du Sud ou à partir de nouvelles stations spatiales d'Europe du Nord. Les contraintes bureaucratique et logistique énormes pour l'exportation et le transport des fusées pourraient être évitées avec un site de lancement allemand. À la suite de l'initiative de OHB, les fabricants des deux autres fusées manifestent également leur intérêt pour le concept de la mer du Nord.

### Historique
L'opérateur du projet est la société allemande German Offshore Spaceport Alliance GmbH, dans laquelle quatre sociétés détiennent chacune une participation de 25 % : le groupe spatial OHB de Brême, le prestataire de services d'ingénierie Tractebel Engineering (de) de Hesse via sa succursale de Brême Tractebel DOC Offshore, le constructeur en technologie de communication par satellite MediaMobil Communication de Brême et la compagnie maritime Harren & Partner (de) de Brême. OHB développe lui-même la petite fusée RFA One, mais considère le port spatial de la mer du Nord comme un système ouvert que d'autres opérateurs de fusées - y compris ceux de l'étranger - pourraient utiliser,.
La German Offshore Spaceport Alliance GmbH est fondée en 2017 sous le nom d'OHB Digital Maritime Services GmbH. Elle est basée dans le quartier Horn-Lehe (de) de Brême dans le même bâtiment que Tractebel DOC Offshore et la filiale de services informatiques OHB Digital Services.
Fin 2019, la Fédération des industries allemandes (BDI) et OHB communiquent sur la proposition d'un port spatial offshore allemand,. Un an après, la coentreprise de Brême rend public - désormais sous le nom de German Offshore Spaceport Alliance - ses plans. Le 14 décembre 2020, GOSA et BDI entament une série de négociations avec des représentants du ministère fédéral des Transports ; les questions spécifiques au projet sur des domaines tels que la protection de l'environnement et de l'eau, le transport aérien et maritime et les assurances restent à clarifier. Le commissaire à l'espace du gouvernement fédéral, Thomas Jarzombek (de), salue le projet, mais évoque une « situation d'autorisation complexe ». De plus, il existe des réticences sur le projet de la part de certains ministères à consulter.